# DSI-Technologies
 (juin 2013).
Si vous disposez d'ouvrages ou d'articles de référence ou si vous connaissez des sites web de qualité traitant du thème abordé ici, merci de compléter l'article en donnant les références utiles à sa vérifiabilité et en les liant à la section « Notes et références ».
DSI-Technologies ou DSI-T (anciennement « Technologie et Armement », ou T&A) est un magazine bimestriel français d'actualités scientifiques et technologiques spécialisé dans les questions de Défense. Le numéro 1 est paru en avril 2006 (daté avril-juin 2006). Il est renommé « Défense et Sécurité internationale-Technologies » (DSI-T) en septembre 2008 (daté septembre-octobre 2008) et perd la partie bilingue (anglais) de Technologie et Armement. 
Le titre appartient au groupe de presse Areion, éditeur des magazines Diplomatie, Défense et Sécurité internationale (DSI) et Enjeux Méditerranée. 
Magazine d'information spécialisé, DSI-Technologies constitue l'une des seules revues françaises entièrement consacrée à la recherche et au débat stratégique concernant les technologies. Il constitue une plateforme de débats techno-stratégiques permettant de faire des propositions innovantes au profit des armées. Les articles du magazine sont exclusivement rédigés par des scientifiques ou des professionnels du secteur de la Défense.  
Depuis juin 2010, la revue est devenue Technology and Armament et constitue la première publication de défense d'origine française intégralement rédigée en anglais.
Le magazine est publié sous le contrôle scientifique du Centre d'analyse et de prévision des risques internationaux (CAPRI).